# Тоя справжня
То́я спра́вжня (Aconitum napellus), також аконіт клобучковий, чернечий каптур — вид рослин родини жовтецеві.

## Будова
Багаторічна рослина до 30-130 см заввишки, з густими суцвіттями квітів кольору індиґо. Листя 5–10 см в діаметрі, сегментоване на 5-7 частин, утворюють пірамідальний кущ до 70 см у поперечнику.

## Поширення та середовище існування
Зростає у Північній та Центральній Європі.

## Практичне використання
У минулому рослину використовували як популярну отруту. Смерть наступає через 6 годин після отруєння. В Римській імперії її використовували для страти злочинців. Вирощування цієї рослини було заборонене під страхом смертної кари.
Наразі існує кілька культурних сортів з білими та рожевими квітами.

## Галерея

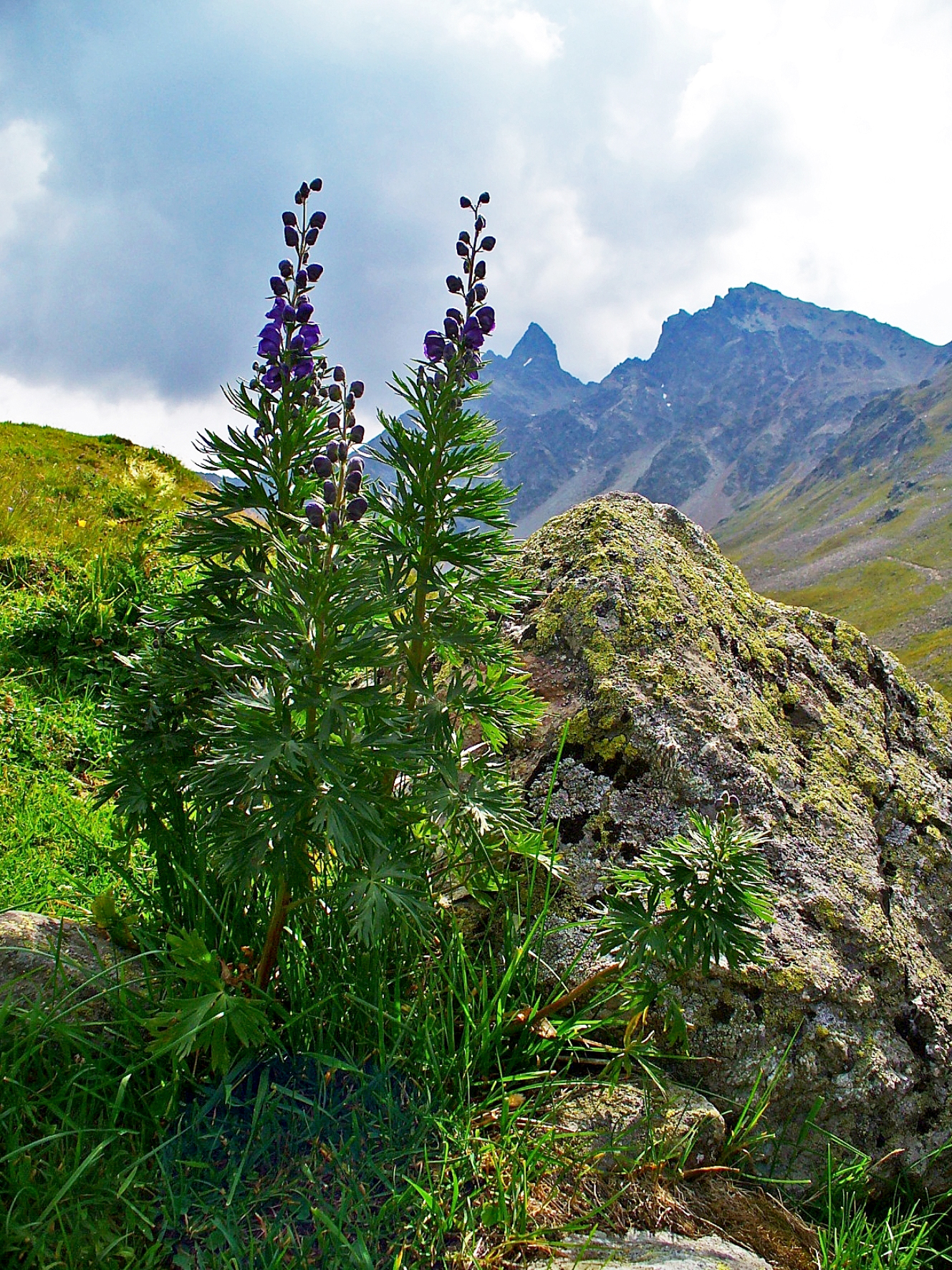
Загальний вид рослини
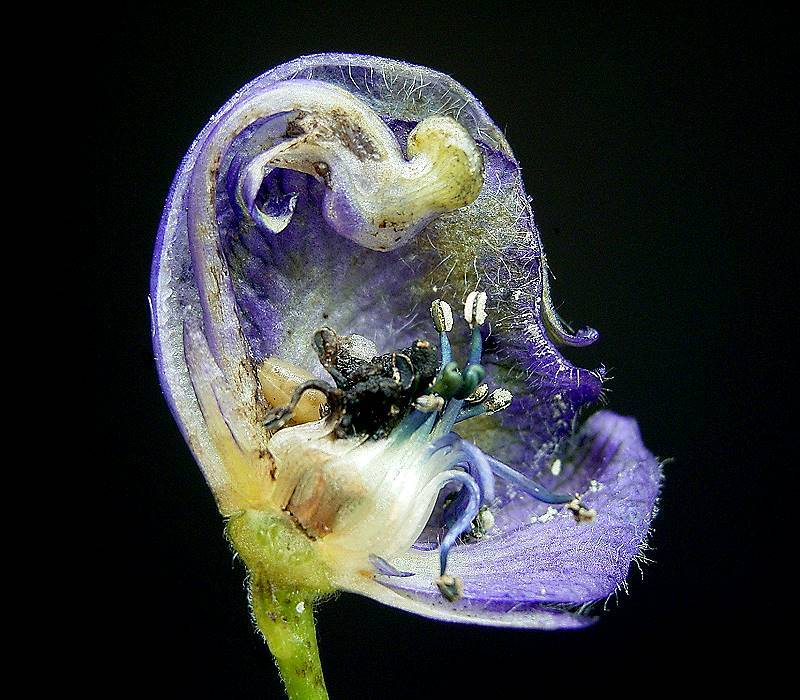
Будова квітки
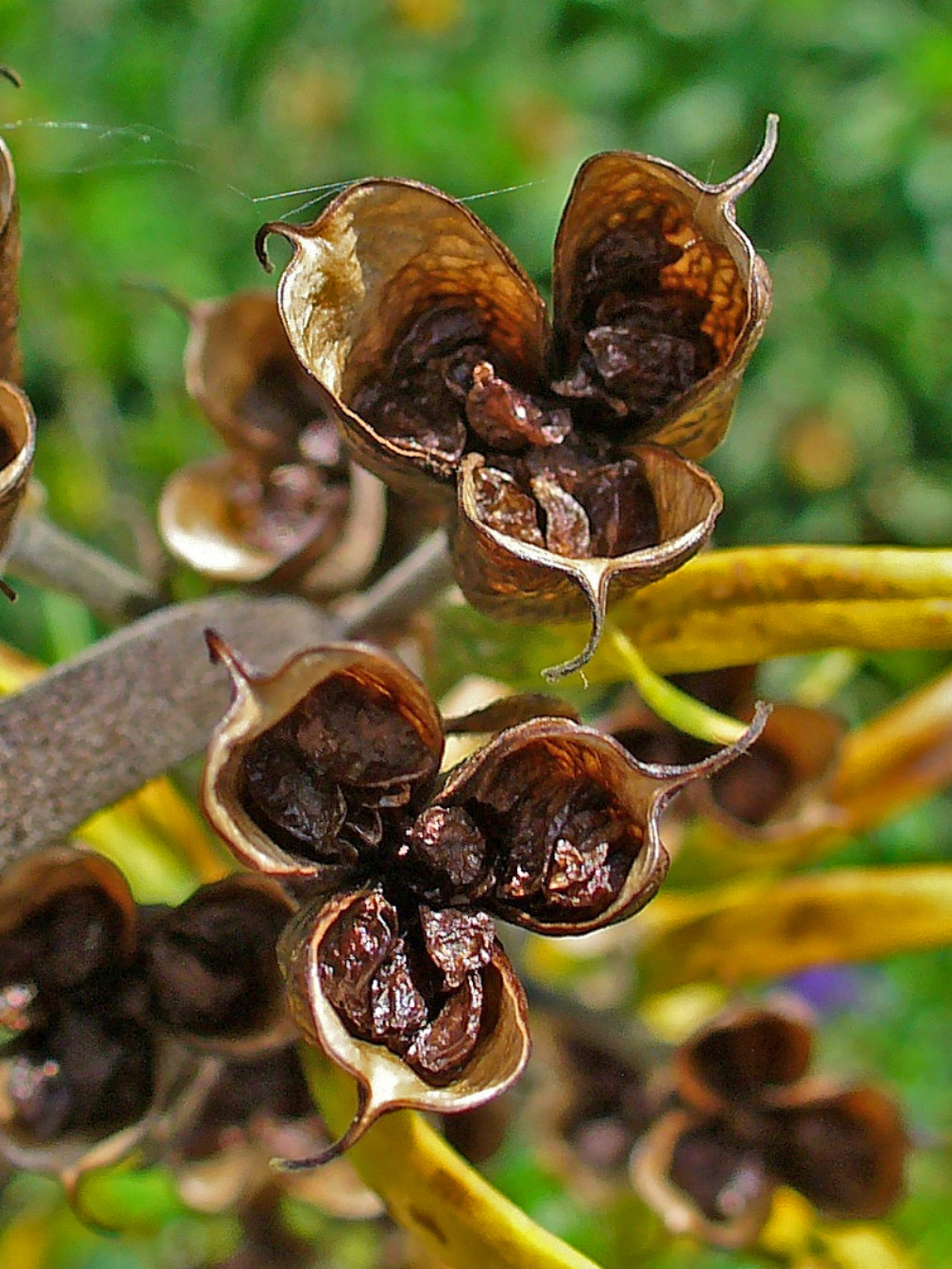
Насіння
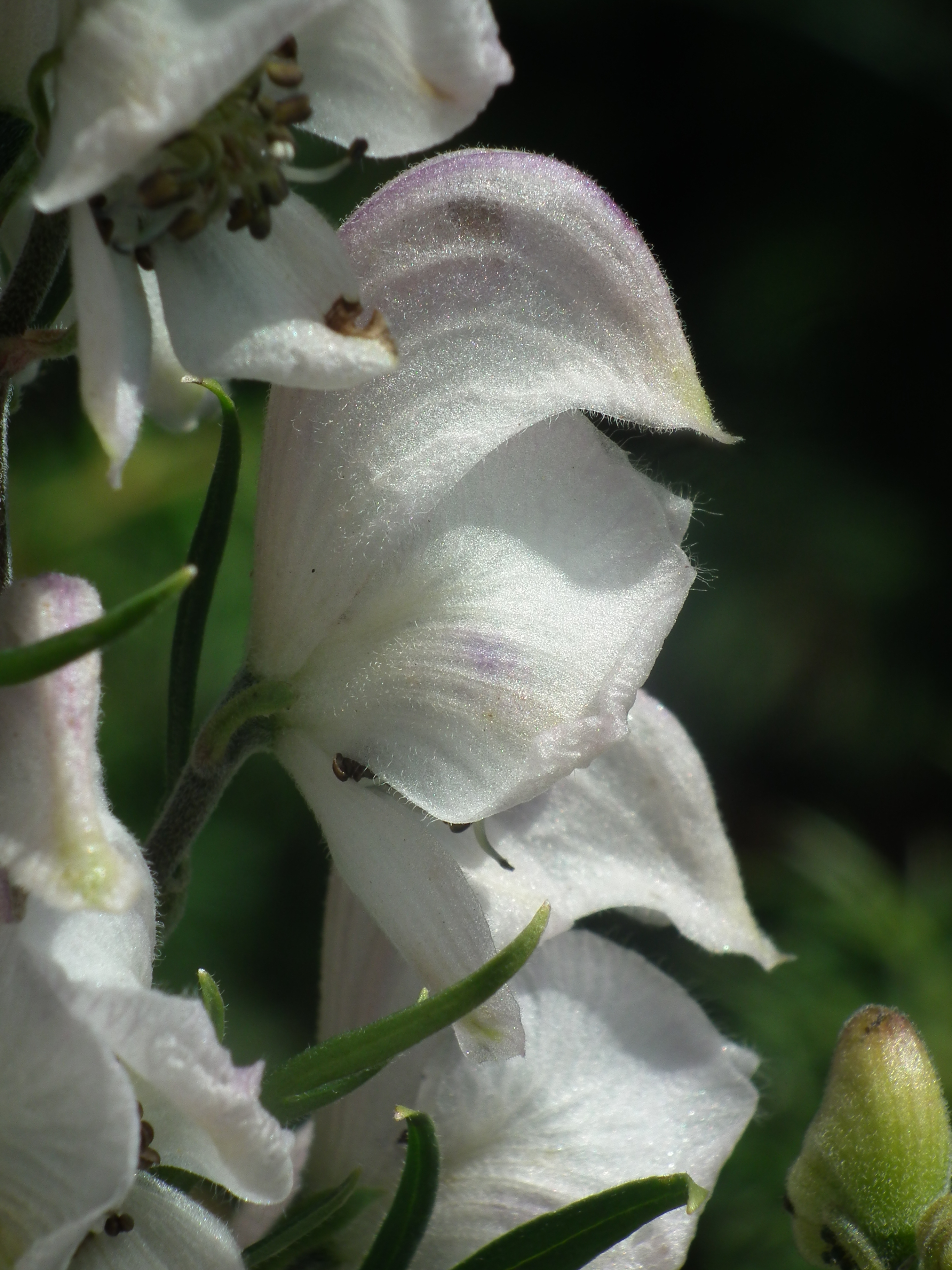
Сорт з білими квітами